# Grenzkommando Süd
Das Grenzkommando Süd gehörte zu den Grenztruppen der DDR. Stab des Kommandos war in Erfurt.

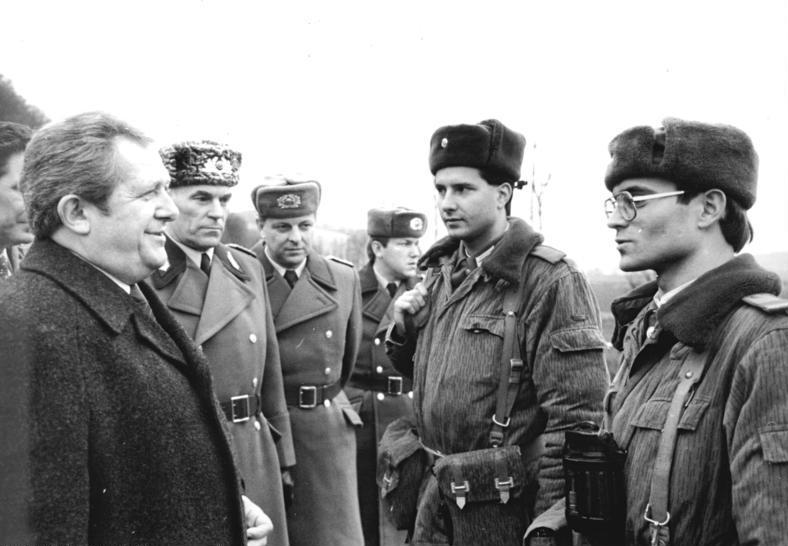
Gerhard Müller besucht die GR 1 „Eugen Levine“ (1986)

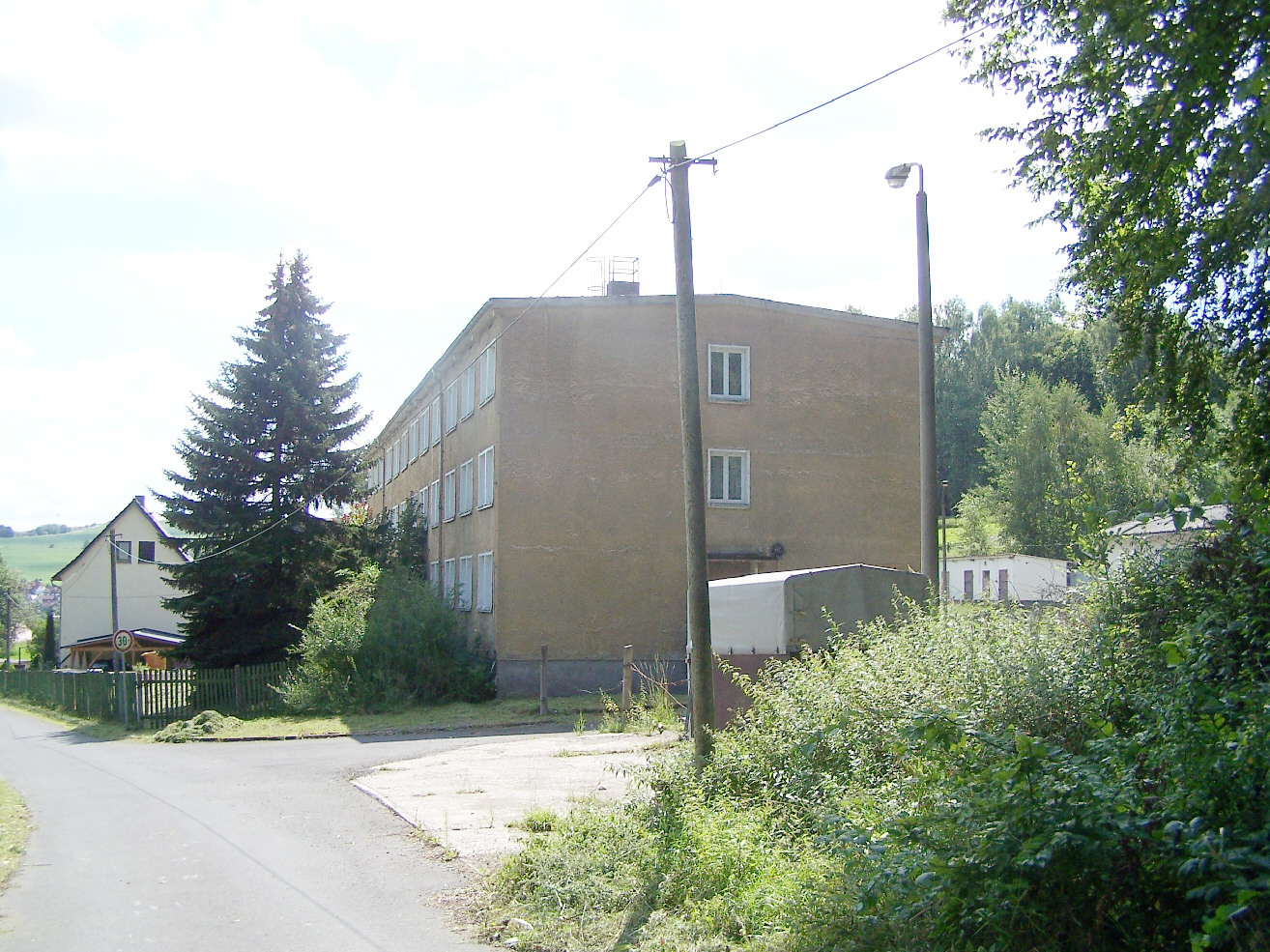
Ehemalige Grenztruppenkaserne in Kirstingshof bei Bad Salzungen

## Geschichte
Das Kommando wurde im Jahr 1971 aus den vorherigen Grenzbrigaden in Erfurt aufgestellt. Das Kommando befand sich in einem alten Kasernenkomplex in der Kranichfelder Straße in Erfurt. 1989 begannen Umstrukturierungen mit der Bildung von Grenzbezirkskommandos. Dem Grenzkommando unterstanden die Grenzregimenter (GR):
- GR 1 „Eugen Levine“ in Mühlhausen
- GR 4 „Willy Gebhardt“ in Heilbad Heiligenstadt
- GR 3 „Florian Geyer“ in Dermbach
- GR 9 „Konrad Blenkle“ in Meiningen
- GR 15 „Herbert Warnke“ in Sonneberg
- GR 10 „Ernst Grube“ in Plauen

sowie die Grenz-Ausbildungsregimenter (GAR):
- GAR 11 „Theodor Neubauer“ in Eisenach
- GAR 12 „Rudi Arnstadt“ in Plauen.